# Nula (jezero)
Nula je jezero kod Vareša. 

## Zemljopisni položaj
Udaljeno je od Vareša par minuta hodom. Nalazi se na bivšem površinskom kopu rudnika željeza Smreka.

## Opis
Predstavlja veliki bunar čiste vode i najvećim je vodenim akumulacijskim tijelom u Zeničko-dobojskoj županiji i širem susjedstvu. Dimenzija je 610 metara dužine, 320 metara širine u najširem dijelu i najdublja točka je na više od 100 metara.

## Povijest
Nastalo je početkom 1990-ih. Danas je jedinim dobrom je Varešanima ostalo od rudarske prošlosti. Otkako je jezero nastalo poribljava ga se. Stanovnici ga koriste kao kupalište. Izvršena su mjerenja pokazala da nikad nije bilo u boljem stanju nego danas. 2011. napisan je detaljni elaborat i 2018. godine analizirani su uzorci i rezultati su da voda u jezeru Nula ima osobine izvrsne vode za kupanje i rekreaciju. Bilo je pokušaja u sklopu nekog projekta da se vrši podvodno rudarenje, što je donosilo rizik po okoliš i život u jezeru. Građani i prijatelji Vareša reagirali su, ne vodeći se onim "šuti-trpi" nego su s više od 2 500 glasova poslali jasnu poruku da ne žele biti mjestom pokusa za ispitivanje alternativnih metoda rudarstva. Pisali su na sve domaće i inozemne adrese i borba je 31. svibnja 2018. urodila plodom i jezero je spašeno.

## Vanjske poveznice
- Google Ibro Hrvat: Fotografija jezera - rujan 2017.